# Bắc Giang
Bắc Giang est une ville du Viêt Nam, capitale de la province de Bắc Giang.

## Histoire

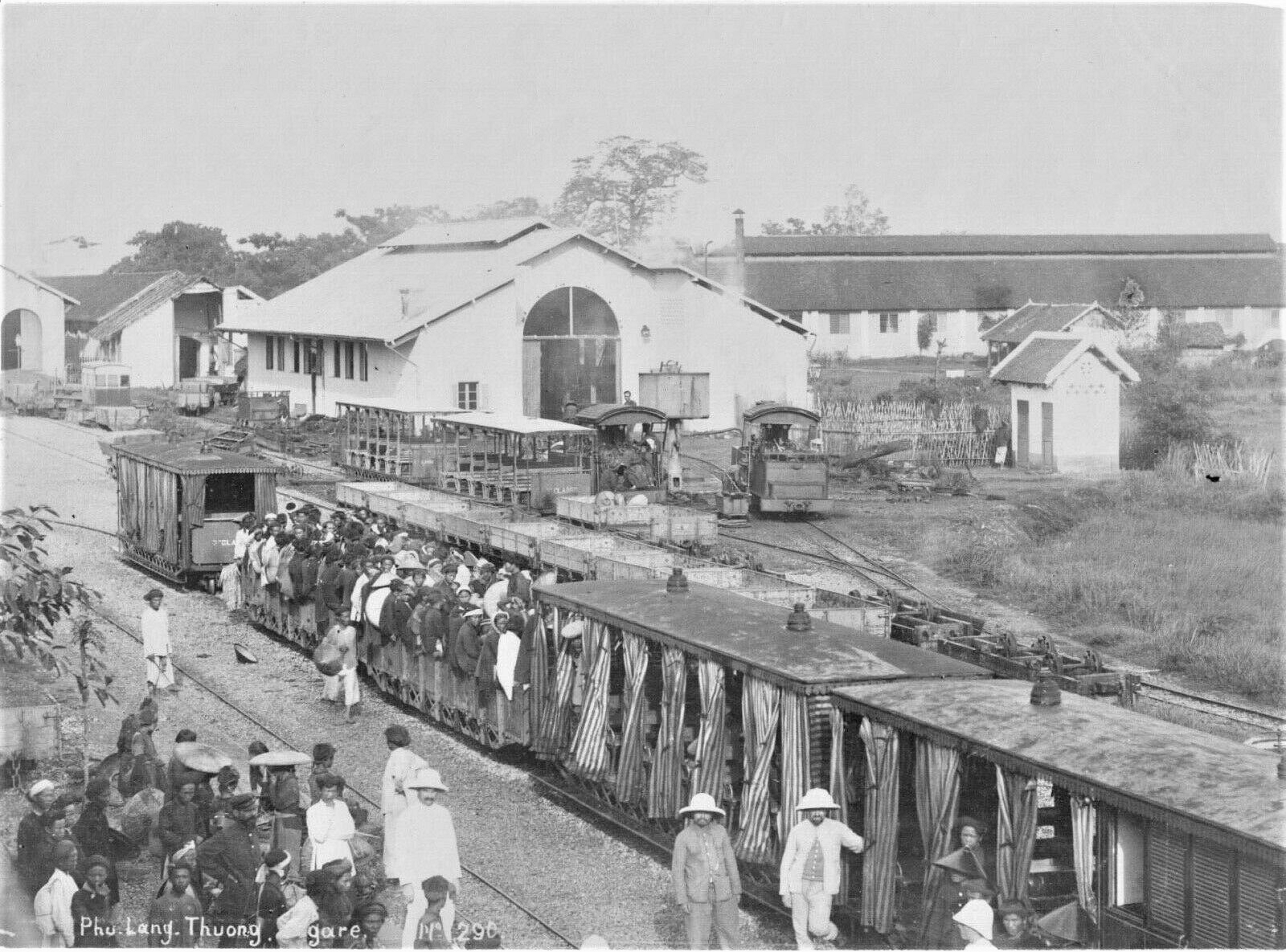
La gare de Phủ Lạng Thương, vers 1900.

Phủ Lạng Thương (諒 滄 府) est l'ancien nom de la ville de Bắc Giang. Phủ Lạng Thương était à l'origine le nom d'une préfecture (équivalente à un district aujourd'hui) dont le siège était situé sur les rives de la rivière Thuong, dans l'actuelle ville de Bắc Giang, à la fin de la vie de Nhà Lê trung hưng. À la fin du XIXe siècle, c'était le poste français le plus avancé sur la route mandarine, non loin duquel a eu lieu l'embuscade de Bac Le, au cours de l'expédition du Tonkin de juin 1884.
Arrivé au Tonkin en 1886, l'industriel français Charles Vézin est chargé par le protectorat français et transformera dix ans plus tard la ligne de Lạng Sơn à Phủ Lạng Thương en voie d'un mètre. Pour abaisser les coûts, l'association avec le fabricant de matériels Schneider lui permet d'emporter le marché en novembre 1896.

## Dates marquantes
- Lorsque le roi Minh Mạng a décidé la division des anciens cantons en 31 provinces, le gouvernement de Lạng Thương appartenait à la province de Kinh Bắc.
- En 1895, la province de Bắc Giang a été créée. Son siège était situé dans le district de Lạng Thương, elle s'appelait donc la ville de Phủ Lạng Thương.
- En 1945, la République démocratique du Viêt Nam a été instaurée à Bắc Giang, avec la capitale provinciale de Phủ Lạng Thương.
- En 1962, la ville de Phủ Lạng Thương a été renommée Bắc Giang, capitale de la province de Hà Bắc (y compris les provinces actuelles de Bắc Giang et Bắc Ninh). En dépit du changement de nom dans l'usage officiel, la ville est toujours appelée Phủ Lạng Thương dans l'usage populaire.
- Actuellement, le comité du parti provincial de Bắc Giang propose à l'Assemblée nationale du Vietnam de rendre à Bắc Giang son ancien nom de Phủ Lạng Thương.

## Gallery

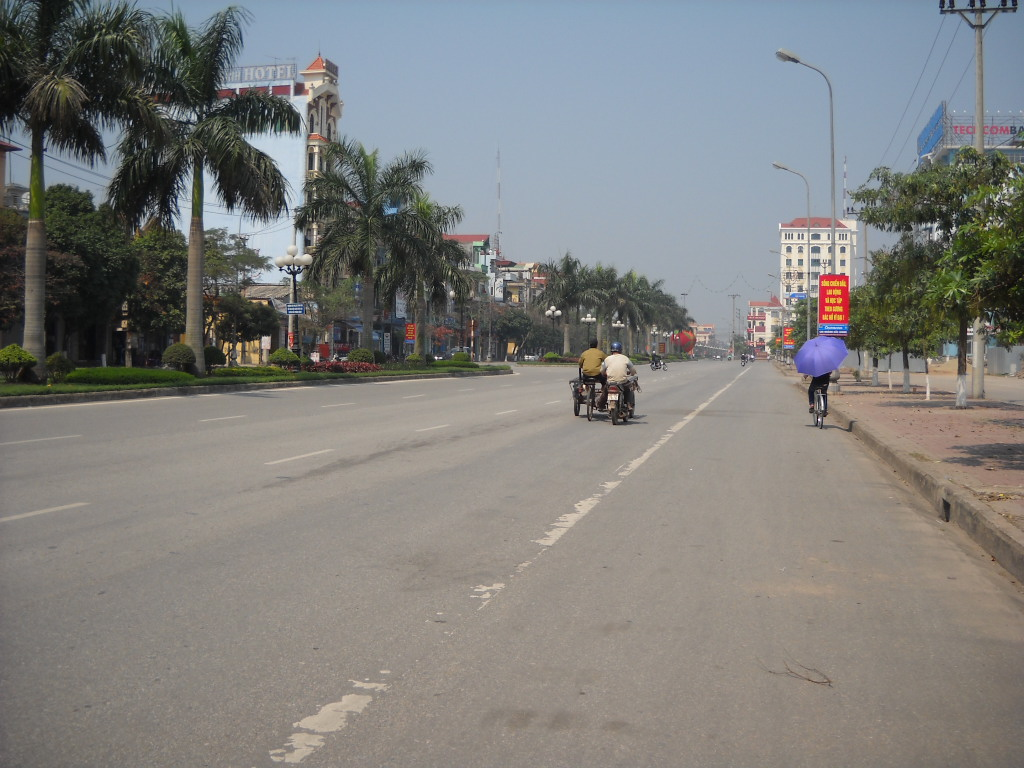
Bắc Giang.
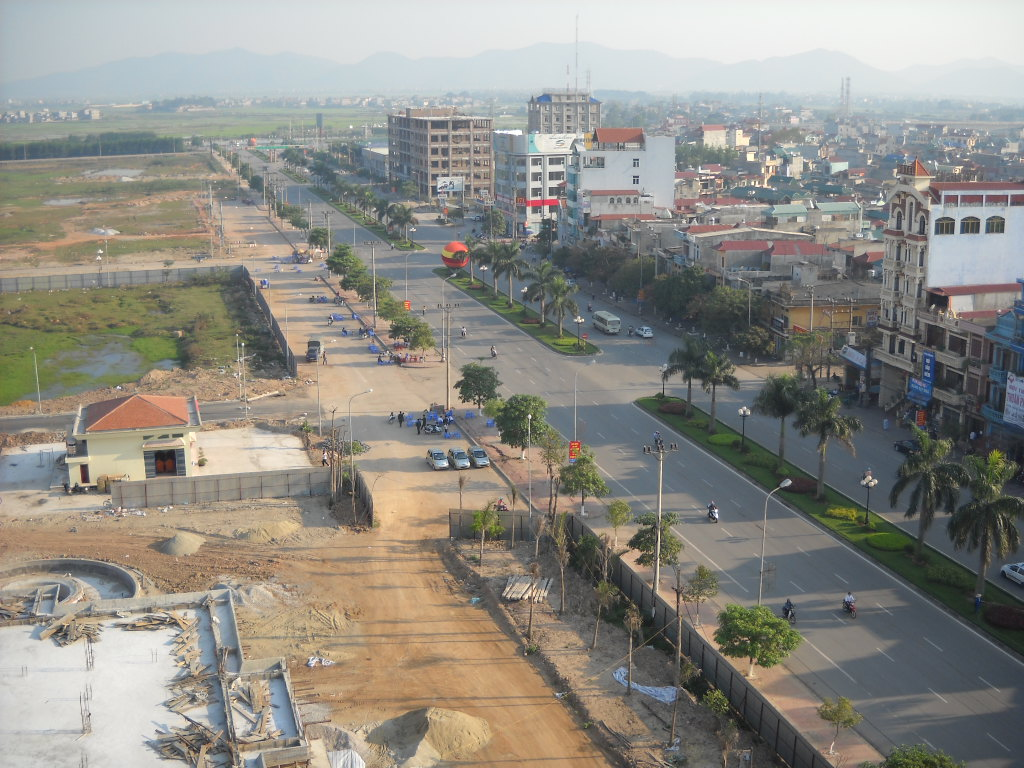
Bắc Giang.
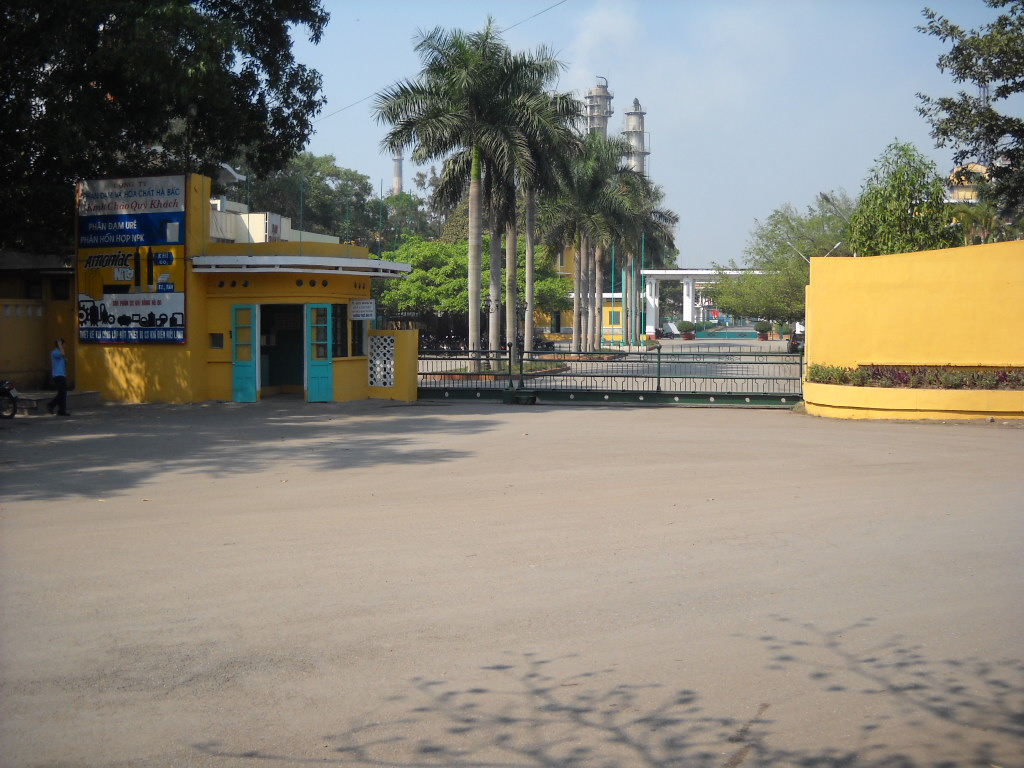
Bắc Giang.